# Claudia Alexander
Claudia Joan Alexander (Vancouver, 30 de mayo de 1959 - 11 de julio de 2015) fue una científica investigadora estadounidense nacida en Canadá especializada en geofísica y ciencia planetaria. Trabajó para el Servicio Geológico de los Estados Unidos y el Laboratorio de Propulsión a Reacción de la NASA. Fue la última gerente de proyecto de la misión Galileo de la NASA a Júpiter y hasta el momento de su muerte había servido como gerente de proyecto y científica del papel de la NASA en la misión Rosetta dirigida por la Agencia Espacial Europea para estudiar el cometa 67P/Churyumov-Gerasimenko.  

## Biografía
Alexander nació en Vancouver, Columbia Británica, Canadá. La madre de Alexander fue Gaynelle Justena Williams Alexander (1929-2017), una bibliotecaria corporativa de Intel . El padre de Alexander era Harold Alfred Alexander (1917-2010), un trabajador social. Los hermanos de Alexander son Suzanne y David. Alexander fue criada por su madre en Santa Clara, California.
Alexander quería ser periodista pero sus padres querían que fuera ingeniera. Después de un trabajo de verano en el Centro de Investigación Ames, se interesó en la ciencia planetaria. Aunque había sido contratada para trabajar en la sección de ingeniería, se escabullía a la sección de ciencias donde descubrió que no solo era buena en el trabajo, sino que era más fácil y más agradable para ella de lo que esperaba.
En 1983, Alexander se licenció en la Universidad de California, Berkeley en geofísica, que pensó que sería un buen historial para un científico planetario.  Alexander obtuvo su maestría de la Universidad de California, Los Ángeles en geofísica y física espacial en 1985.  La tesis de su maestría utilizó los datos del Pioneer Venus Orbiter para estudiar las variaciones solares en la radiación ultravioleta extrema de la ionosfera de Venus y su interacción con el viento solar. Ella obtuvo su doctorado en Ciencias Atmosféricas, Oceánicas y Espaciales, especializada en la física del plasma astrofísico, de la Universidad de Míchigan en 1993.

## Trayectoria profesional
Alexander trabajó en el Servicio Geológico de los Estados Unidos estudiando la tectónica de placas y el Centro de Investigación Ames observando las lunas jovianas, antes de mudarse al Laboratorio de Propulsión a Chorro de la NASA en 1986. Trabajó como coordinadora científica para el instrumento de ondas de plasma a bordo de la nave espacial Galileo antes de convertirse en la directora del proyecto de la misión en su fase final. La misión descubrió 21 lunas nuevas de Júpiter y la presencia de una atmósfera en Ganímedes. El descubrimiento de la atmósfera, más precisamente una " exosfera unida a la superficie", hizo que los científicos reconsideraran sus suposiciones de que Ganímedes era la luna inactiva. Fue la gerente y supervisó la inmersión de la nave espacial en la atmósfera de Júpiter en la misión en 2003.  
Alexander trabajó como investigador en diversos temas, entre ellos: la evolución y la física interior de los cometas, Júpiter y sus lunas, magnetosferas, tectónica de placas, plasma espacial, las discontinuidades y la expansión del viento solar y el planeta Venus. También coordinó el equipo del proyecto en la misión Cassini-Huygens a Saturno.
Fue una gran defensora de las mujeres y las minorías en los campos de STEM y una apasionada comunicadora científica. En abril de 2015, presentó una charla TEDx en Columbia College Chicago, titulada The Compelling Nature of Locomotion and the Strange Case of Childhood Education, demostrando su enfoque para educar a los niños sobre la ciencia. También fue mentora de jóvenes para alentar sus pasiones por la ciencia.  
Desde 2000 hasta el momento de su muerte, Alexander participó en el proyecto del papel de la NASA en Rosetta, la misión de la Agencia Espacial Europea para estudiar y aterrizar en el cometa 67P / Churyumov-Gerasimenko. En la misión fue responsable de 35 millones de dólares en instrumentación, recolectando datos como la temperatura de tres instrumentos en el orbitador. También supervisó el seguimiento y el soporte de navegación de la Red de Espacio Profundo de la NASA para la nave espacial.

## Personal
Además de su trabajo científico, Alexander tenía pasión por la escritura; escribió libros para niños, incluyendo algunas de la serie "Windows to Adventure", Which of the Mountains Is Greatest of All? y Windows to the Morning Star. También escribió ciencia ficción y fue miembro de Romance Writers of America. Además, utilizó sus habilidades de escritura para contribuir a otra de sus pasiones, el tenis, y escribió para el blog de tenis Bleacher Report. También le gustaba viajar y montar a caballo.  

## Premios y honores
El año de su graduación de la Universidad de Míchigan fue nombrada U-M Woman of the Year in Human Relations, y en 2002 obtuvo el Atmospheric, Oceanic and Space Sciences Alumni Merit Award.
En 2003, Alexander recibió el Emerald Honor for Women of Color in Research & Engineering por Career Communications Group, Inc., editor de Black Engineer &amp; Information Technology Magazine, en la National Women of Color Research Sciences and Technology Conference.
En 2007 se creó la beca Claudia Alexander para estudiantes universitarios en su alma mater por su tío, Jiles Williams. La beca apoya a estudiantes que se especializan en Ciencias e Ingeniería del Clima y el Espacio en la Facultad de Ingeniería de la Universidad de Míchigan.
Alexander era miembro de la Unión Geofísica de Estados Unidos, y presidenta de su subcomité de diversidad y de la Asociación de Mujeres Geocientíficas, donde fue nombrada Mujer del Año.
En 2015, los científicos de la misión Rosetta de la Agencia Espacial Europea honraron a su colega fallecida al nombrar una característica detrás de ella en el objetivo de la misión, el cometa 67P / Churyumov-Gerasimenko. Una característica similar a una puerta en el cometa ha sido llamada C. Alexander Gate.

## Vida personal
El 11 de julio de 2015, Alexander murió en Arcadia, California, después de una batalla de 10 años contra el cáncer de mama. Está enterrada en el Oak Hill Memorial Park en San José, California.